# Ilha das Cores
Ilha das Cores foi uma série de televisão didática da autoria de Teresa Paixão, transmitida originalmente na RTP2 entre 7 de Maio de 2007 e 2009 no programa Zig Zag.

## Sinopse
A Ilha Das Cores é uma ilha onde os habitantes são muito amigos. Os habitantes são os habitantes de longa data, o casal Palmira e Jeremias, a doutora Joana, a pescadora Marta, o agricultor Manuel, o carteiro Pedro e a ave Cantarola. Eles recebem com regularidade visitas do seu amigo da cidade Leonardo, mais conhecido como Léo. Juntos vivem aventuras, cantam canções, divertem-se, ajudam-se uns aos outros e estãos sempre a aprender.

## Elenco (1.ª temporada - 2007)
- Francisco Pestana - Jeremias
- Carmen Santos - Palmira
- Cláudia Negrão - Marta
- Diogo Mesquita - Manuel
- Duarte Gomes - Leonardo (Leo)
- Mina Andala - Joana
- Vicente Morais - Pedro
- Susana João - Cantarola (voz)

## Elenco (2.ª temporada - 2009)
- Francisco Pestana - Jeremias
- Carmen Santos - Palmira
- Marta Queirós- Luísa
- Diogo Mesquita - Manuel
- Sílvia Silva - Teresa
- Manuela Paulo - Joana
- Pedro Leitão - José
- Paula Pais - Cantilena (voz)
- Sérgio Almeida Santos - Cantilena (manipulação)

## Curiosidades
- A série teve uma segunda temporada com a substituição de alguns atores.

- A personagem "Joana" foi feita por duas actrizes diferentes: na primeira temporada foi Mina Andala que fez de Joana enquanto que na segunda foi Manuela Paulo que deu vida à médica da ilha.
- Algumas personagens deixaram de aparecer na segunda temporada, no entanto, as casas das novas personagens eram as mesmas das que sairam da série.
- A série foi reposta algumas vezes na RTP1 aos fins de semana de manhã.